# Amt Falkenberg/Uebigau
Das Amt Falkenberg/Uebigau, auch Amt Falkenberg-Uebigau, ab 2002 Amt Falkenberg/Elster war ein 1992 gebildetes Amt in Brandenburg, in dem sich elf Gemeinden im damaligen Kreis Herzberg (seit 1993 Landkreis Elbe-Elster, Brandenburg) zu einem Verwaltungsverbund zusammengeschlossen hatten. Amtssitz war in der Stadt Falkenberg/Elster. Das Amt wurde 2003 wieder aufgelöst. Es hatte zuletzt (Ende 2002) noch zwei Gemeinden mit insgesamt 8075 Einwohnern.

## Geographische Lage
Das Amt Falkenberg/Uebigau lag im Norden des (heutigen) Landkreises Elbe-Elster. Es grenzte im Norden an das Amt Herzberg (Elster) und auf sehr kurzer Strecke auch an das Amt Schönewalde, im Osten an das Amt Doberlug-Kirchhain und Umland, im Süden an das Amt Elsterland, das Amt Wahrenbrück und das Amt Mühlberg/Elbe, und im Westen an Sachsen-Anhalt.

## Geschichte
Am 13. Juli 1992 seine Zustimmung erteilte der Minister des Innern des Landes Brandenburg der Bildung des Amtes Falkenberg-Uebigau. Als Zeitpunkt des Zustandekommens des Amtes wurde der 21. Juli 1992 festgelegt. Das Amt hatte seinen Sitz in der Stadt Falkenberg/Elster und war ein Amt nach dem Amtsmodel 2, d. h. die Stadt Falkenberg/Elster war geschäftsführend. Es bestand anfangs aus elf Gemeinden im damaligen Kreis Herzberg (in der Reihenfolge der Nennung im Amtsblatt):
1. Bahnsdorf
2. Beyern
3. Drasdo
4. Großrössen
5. Kölsa
6. Langennaundorf
7. Rehfeld
8. Schmerkendorf
9. Wiederau
10. Stadt Falkenberg (recte Falkenberg/Elster)
11. Stadt Uebigau

Am 31. Dezember 1998 wurde die Gemeinde Langennaundorf in die Stadt Uebigau eingegliedert.
Zum 31. Dezember 2001 werden die Gemeinden Beyern, Großrössen, Kölsa und Rehfeld in die Stadt Falkenberg/Elster eingegliedert. Ebenfalls zum 31. Dezember 2001 wurden die Gemeinden Bahnsdorf, Drasdo und Wiederau und die Stadt Uebigau in die Stadt Wahrenbrück eingegliedert. Zum selben Zeitpunkt wurde das (Rest-)Amt in Falkenberg/Elster umbenannt. Es hatte zu diesem Zeitpunkt nur noch zwei Gemeinden: Schmerkendorf und die Stadt Falkenberg/Elster.
Zum 26. Oktober 2003 wurde die Gemeinde Schmerkendorf per Gesetz in die Stadt Falkenberg/Elster eingegliedert. Das Amt Falkenberg/Elster wurde aufgelöst und die Stadt Falkenberg/Elster amtsfrei.
Die Gemeinde Schmerkendorf legte kommunale Verfassungsbeschwerde beim Verfassungsgericht des Landes Brandenburg gegen ihre Eingliederung in die Stadt Falkenberg/Elster ein, die teils verworfen, im Übrigen zurückgewiesen wurde.

## Belege
1. ↑  
Landesbetrieb für Datenverarbeitung und Statistik Land Brandenburg Historisches Gemeindeverzeichnis des Landes Brandenburg 1875 bis 2005 19.4 Landkreis Elbe-Elster PDF
2. ↑  
Bildung der Ämter Gartz/Oder, Bad Liebenwerda, Mühlberg/Elbe, Plessa, Märkische Schweiz, Premnitz, Rüdersdorf, Scharmützelsee, Steinhöfel/Heinersdorf Elsterland, Kleine Elster und Falkenberg-Uebigau. Bekanntmachung des Ministers des Innern vom 21. Juli 1992. Amtsblatt für Brandenburg – Gemeinsames Ministerialblatt für das Land Brandenburg, 3. Jahrgang, Nummer 54, 31. Juli 1992, S. 970/1.
3. ↑  
Eingliederung der Gemeinde Langennaundorf in die Stadt Uebigau. Bekanntmachung des Ministeriums des Innern vom 17. Dezember 1998. Amtsblatt für Brandenburg – Gemeinsames Ministerialblatt für das Land Brandenburg, 10. Jahrgang, Nummer 5, 9. Februar 1999, S. 70.
4. ↑  
Eingliederung der Gemeinden Beyern, Großrössen, Kölsa und Rehfeld in die Stadt Falkenberg/Elster. Mitteilung des Ministeriums des Innern vom 28. November 2001. Amtsblatt für Brandenburg Gemeinsames Ministerialblatt für das Land Brandenburg, 12. Jahrgang, 2001, Nummer 51, 19. Dezember 2001, S. 877 PDF
5. ↑  
Eingliederung der Gemeinden Bahnsdorf, Drasdo und Wiederau sowie der Stadt Uebigau in die Stadt Wahrenbrück. Mitteilung des Ministeriums des Innern vom 10. Dezember 2001. Amtsblatt für Brandenburg Gemeinsames Ministerialblatt für das Land Brandenburg, 13. Jahrgang, 2002, Nummer 1, 4. Januar 2002, S. 3 PDF
6. ↑  
Änderung des Amtes Falkenberg/Uebigau. Bekanntmachung des Ministeriums des Innern vom 10. Dezember 2001. Amtsblatt für Brandenburg Gemeinsames Ministerialblatt für das Land Brandenburg, 13. Jahrgang, 2002, Nummer 1, 4. Januar 2002, S. 3 PDF
7. ↑  
Sechstes Gesetz zur landesweiten Gemeindegebietsreform betreffend die Landkreise Dahme-Spreewald, Elbe-Elster, Oberspreewald-Lausitz, Oder-Spree und Spree-Neiße (6.GemGebRefGBbg) vom 24. März 2003, Gesetz- und Verordnungsblatt für das Land Brandenburg, I (Gesetze), 2003, Nr. 05, S. 93
8. ↑  
Kommunale Verfassungsbeschwerde der Gemeinde Schmerkendorf gegen ihre Eingliederung in die Stadt Falkenberg/Elster. VerfGBbg, Beschluss vom 24.06.2004 – VfGBbg 114/03 –, www.verfassungsgericht.brandenburg.de